# Hematemes
Hematemes är en medicinsk term för blodkräkning, det vill säga att kräkas blod. Blödningen är oftast lokaliserad till övre mag-tarmkanalen. Med hematemes avses i första hand att kräkas färskt (rött) blod. Melanemesis kallas svarta blodkräkningar (med koagulerat blod), jämför melena.